# Pete Werner
Pete Werner (Indianapolis, 5 giugno 1999) è un giocatore di football americano statunitense che milita nel ruolo di linebacker per i New Orleans Saints della National Football League (NFL).

## Carriera

### New Orleans Saints
Werner al college giocò a football a Ohio State. Fu scelto nel corso del secondo giro (60º assoluto) del Draft NFL 2021 dai New Orleans Saints. Debuttò come professionista subentrando nella gara del primo turno contro i Green Bay Packers. Nella settimana 3 scese per la prima volta in campo come titolare mettendo a referto 2 tackle. La sua stagione da rookie si chiuse con 56 placcaggi in 15 presenze, 8 delle quali come titolare.